# Creons
Els creons (llatí Creones) foren un poble de Britànnia esmentat per Claudi Ptolemeu que diu que vivien a l'oest dels Cerons, ocupant part dels districtes de Ross i Inverness.